# Alajos Keserű
Alajos Keserű (né le 8 mars 1905 à Budapest, mort le 3 mai 1965) est un joueur de water-polo hongrois, médaille d'argent olympique en 1928 et champion olympique en 1932, à Los Angeles.

## Carrière sportive
Alajos Keserű commence sa carrière sportive en 1917, en obtenant un total de 73 sélections en équipe de Hongrie de 1921 à 1935. Il débute à 19 ans aux Jeux olympiques de 1924 à Paris avec une 5e place, remporte l'argent en 1928 à Amsterdam et devient champion olympique quatre ans plus tard, son frère Ferenc Keserű étant son coéquipier lors de ces trois occasions. Toujours avec la Hongrie, il remporte 4 championnats d'Europe en 1926, 1927, 1931 et 1934. Il devient ensuite entraîneur, d'abord à Tatabanya puis à Budapest. Il remporte également 7 championnats nationaux (1921, 1922, 1925-1927, 1929 et 1935) et remporte aussi trois titres nationaux en natation, en relais et en eau libre.
- CIO
- Comité olympique hongrois
- Olympedia